# هارلم (فلوریدا)
هارلم (به انگلیسی: Harlem) یک منطقهٔ مسکونی در ایالات متحده آمریکا است که در شهرستان هندری، فلوریدا واقع شده‌است. هارلم ۲٫۷۵ کیلومتر مربع مساحت و ۲٬۶۵۸ نفر جمعیت دارد و ۶ متر بالاتر از سطح دریا واقع شده‌است.